# 刘潜 (宋朝)
刘潜，字仲方，曹州定陶县（今山东定陶县）人，北宋政治人物。
刘潜年轻时卓逸有大志，喜欢作古文，以进士起家，为淄州军事推官。刘潜与石延年经常到王氏酒楼对饮，终日不交一言。王氏惊奇他们喝的多，以为非常人，增加美酒肴果，二人吃喝自如，至傍晚无酒色，相揖而去。明日，都中传王氏酒楼有二仙来饮，知是刘潜、石延年。曾经知蓬莱县，到任还，过郓州，与石延年饮酒，听说母亲暴病，快速归乡。母亲去世，刘潜悲恸过度去世，其妻也伏着刘潜的遗体大哭而死。时人称道他们夫妻：“子死于孝，妻死于义。”